# Finales NBA 2008
Navigation
Finales 2007 Finales 2009
Les Finales NBA 2008 ont lieu du 5 au 17 juin 2008, pour déterminer le gagnant de la saison 2007-2008, et conclure les séries éliminatoires de la saison. Les champions de la conférence Est, les Celtics de Boston, rencontrent les champions de la conférence Ouest, les Lakers de Los Angeles.
En 2008, c'est la première fois depuis 2000 que les têtes de série numéro un des deux conférences se retrouvent en finales NBA. Les Lakers jouent les finales pour la première fois depuis 2004 et la vingt-neuvième de leur histoire (record de la NBA). Les Celtics jouent les finales pour la première fois depuis 1987 et la vingtième depuis 1946, second total après celui des Lakers.
Au départ de cette série, les Celtics ont remporté le plus de championnats de tous les temps avec seize, et les Lakers ont le deuxième bilan avec quatorze. Ces deux clubs cherchent à renouveler leur rivalité vingt-et-un ans après leur dernier affrontement lors des finales en 1987. Ils se sont en effet manqués en 2002, lorsque les Lakers se sont qualifiés pour les finales, mais les Celtics, qui après avoir mené 2-1 dans la finale de Conférence, ont finalement été battus par les Nets du New Jersey 4-2. C'est la onzième fois que les équipes se rencontrent en finales, les Celtics remportant huit de ces dix finales, en 1959, 1962, 1963, 1965, 1966, 1968, 1969 et 1984 alors que les Lakers ont gagné en 1985 et 1987.
C'est la première fois depuis 1997, lorsque les Bulls de Chicago ont battu le Jazz de l'Utah en finales, et la seule fois dans la décennie des années 2000, que l'équipe de la Conférence Est a l'avantage du terrain.

## Lieux des compétitions
Les deux salles pour le tournoi ces finales sont : le TD Garden de Boston et le Staples Center de  Los Angeles.
| Los Angeles        | \| Boston Los Angeles \| | Boston           |
| Staples Center     | \| Boston Los Angeles \| | TD Garden,       |
| Capacité: 18 997   | \| Boston Los Angeles \| | Capacité: 18 624 |
| Alt=Staples Center | \| Boston Los Angeles \| | Alt=TD Garden    |
| Boston Los Angeles |                          |                  |

## Avant les finales

### Celtics de Boston
Les Celtics font leur première apparition en finales NBA depuis le revers de 1987 en six matchs face aux Lakers. Au cours des 20 dernières années, les Celtics n'ont même pas fait les séries éliminatoires lors de neuf saisons. Après les départs de Larry Bird et Kevin McHale les Celtics ont souffert de plusieurs tragédies tel le décès de Reggie Lewis en 1993.
L'édition 2007 a vu le manager général Danny Ainge acquérir Ray Allen et Kevin Garnett pour rejoindre Paul Pierce, le franchise player. Le nouveau Big Three conduit les Celtics à un spectaculaire retournement par rapport à la saison précédente, terminant avec 66 victoires contre 24 en 2007. En séries éliminatoires, les Celtics battent difficilement au premier tour les Hawks d'Atlanta et en demi-finales de conférence les Cavaliers de Cleveland lors du septième match à la maison. Les Celtics ont ensuite battu en six matchs les Pistons de Détroit, gagnant leur première qualification en finales depuis 1987.

### Lakers de Los Angeles
Après avoir perdu contre les Pistons de Détroit en finales NBA 2004, malgré une équipe de talent, Phil Jackson annonce brusquement son départ à la retraite. Peu de temps après les Lakers décident de reconstruire l'équipe. La saison 2004-05 a vu les Lakers rater les séries éliminatoires pour la cinquième fois dans l'histoire de l'équipe. Jackson revient aux Lakers pour la saison 2005-06. Jackson et Bryant essayent de corriger leurs différences.
Pour les Lakers la saison 2007-08 a vu l'équipe remporter 57 matchs, incluant l'Espagnol Pau Gasol à la mi-saison, tandis qu'Andrew Bynum se remet d'une blessure au genou mi-saison. Les Lakers éliminent les Nuggets de Denver 4-0 au premier tour, puis le Jazz de l'Utah 4-2 en demi-finales de conférence et détrônent le champion sortant les Spurs de San Antonio 4-1 dans la finale de conférence, ce qui leur permet de disputer leur 29e finales de la NBA.

### Parcours comparés vers les finales NBA
| Champion de division | Qualifié pour les playoffs | Éliminé des playoffs |

| Rang | Franchise              | V  | D  | PCT    | R  | Dom   | Ext   |
| ---- | ---------------------- | -- | -- | ------ | -- | ----- | ----- |
| 1    | Celtics de Boston      | 66 | 16 | 80,5 % | –  | 35-6  | 31-10 |
| 2    | Pistons de Détroit     | 59 | 23 | 72,0 % | 7  | 34-7  | 25-16 |
| 3    | Magic d'Orlando        | 52 | 30 | 63,4 % | 14 | 25-16 | 27-14 |
| 4    | Cavaliers de Cleveland | 45 | 37 | 54,9 % | 21 | 27-14 | 18-23 |
| 5    | Wizards de Washington  | 43 | 39 | 52,4 % | 23 | 25-16 | 18-23 |
| 6    | Raptors de Toronto     | 41 | 41 | 50,0 % | 25 | 25-16 | 16-25 |
| 7    | 76ers de Philadelphie  | 40 | 42 | 48,8 % | 26 | 22-19 | 18-23 |
| 8    | Hawks d'Atlanta        | 37 | 45 | 45,1 % | 29 | 25-16 | 12-29 |
|      |                        |    |    |        |    |       |       |
| 9    | Pacers de l'Indiana    | 36 | 46 | 43,9 % | 30 | 21-20 | 15-26 |
| 10   | Nets du New Jersey     | 34 | 48 | 41,5 % | 32 | 21-20 | 13-28 |
| 11   | Bulls de Chicago       | 33 | 49 | 40,2 % | 33 | 20-21 | 13-28 |
| 12   | Bobcats de Charlotte   | 32 | 50 | 39,0 % | 34 | 21-20 | 11-30 |
| 13   | Bucks de Milwaukee     | 26 | 56 | 31,7 % | 40 | 19-22 | 7-34  |
| 14   | Knicks de New York     | 23 | 59 | 28,0 % | 43 | 15-26 | 8-33  |
| 15   | Heat de Miami          | 15 | 67 | 18,3 % | 51 | 9-32  | 6-35  |

| Rang | Franchise                 | V  | D  | PCT    | R  | Dom   | Ext   |
| ---- | ------------------------- | -- | -- | ------ | -- | ----- | ----- |
| 1    | Lakers de Los Angeles     | 57 | 25 | 69,5 % | –  | 30-11 | 27-14 |
| 2    | Hornets de la New-Orleans | 56 | 26 | .683   | 1  | 30-11 | 26-15 |
| 3    | Spurs de San Antonio      | 56 | 26 | 68,3 % | 1  | 34-7  | 22-19 |
| 4    | Jazz de l'Utah (a)        | 54 | 28 | 65,9 % | 3  | 37-4  | 17-24 |
| 5    | Rockets de Houston (a)    | 55 | 27 | 67,1 % | 2  | 31-10 | 24-17 |
| 6    | Suns de Phoenix (a)       | 55 | 27 | 67,1 % | 2  | 30-11 | 25-16 |
| 7    | Mavericks de Dallas       | 51 | 31 | 62,2 % | 6  | 34-7  | 17-24 |
| 8    | Nuggets de Denver         | 50 | 32 | 61,0 % | 7  | 33-8  | 17-24 |
|      |                           |    |    |        |    |       |       |
| 9    | Warriors de Golden State  | 48 | 34 | 58,5 % | 9  | 27-14 | 21-20 |
| 10   | Trail Blazers de Portland | 41 | 41 | 50,0 % | 16 | 28-13 | 13-28 |
| 11   | Kings de Sacramento       | 38 | 44 | 46,3 % | 19 | 26-15 | 12-29 |
| 12   | Clippers de Los Angeles   | 23 | 59 | 28,4 % | 34 | 13-28 | 10-31 |
| 13   | Timberwolves du Minnesota | 22 | 60 | 26,8 % | 35 | 15-26 | 7-34  |
| 14   | Grizzlies de Memphis      | 22 | 60 | 26,8 % | 35 | 14-27 | 8-33  |
| 15   | SuperSonics de Seattle    | 20 | 62 | 24,4 % | 37 | 13-28 | 7-34  |

### Face à face en saison régulière
Les Celtics et les Lakers se sont rencontrés 2 fois. Les Celtics remportent les deux matchs.
| Match | Date             | équipe à domicile     | Score  | équipe à l'extérieur  |
| ----- | ---------------- | --------------------- | ------ | --------------------- |
| 1     | 23 novembre 2007 | Celtics de Boston     | 107-94 | Lakers de Los Angeles |
| 2     | 30 décembre 2007 | Lakers de Los Angeles | 91-110 | Celtics de Boston     |

## Formule
Pour les séries finales la franchise gagnante est la première à remporter quatre victoires, soit un minimum de quatre matchs et un maximum de sept. Les rencontres se déroulent dans l'ordre suivant :
| Match | Recevant       | Match | Recevant       | Match | Recevant        | Match | Recevant        |
| ----- | -------------- | ----- | -------------- | ----- | --------------- | ----- | --------------- |
| 1     | Meilleur bilan | 2     | Meilleur bilan | 3     | Moins bon bilan | 4     | Moins bon bilan |

| Match | Recevant        | Match | Recevant       | Match | Recevant       |
| ----- | --------------- | ----- | -------------- | ----- | -------------- |
| 5     | Moins bon bilan | 6     | Meilleur bilan | 7     | Meilleur bilan |

Les Celtics de Boston ont l'avantage du terrain grâce à leur meilleur bilan en saison régulière (66-16 contre 57-25).

## Les finales

### Tableau
|                       | Match 1 | Match 2 | Match 3 | Match 4 | Match 5 | Match 6 | Score final |
| Celtics de Boston     | 98      | 108     | 81      | 97      | 98      | 131     | 4           |
| Lakers de Los Angeles | 88      | 102     | 87      | 91      | 103     | 92      | 2           |

Les scores en couleur représentent l'équipe à domicile. Le score du match en gras est le vainqueur du match.

### Match 1
| 5 juin 2008 21:00 EDT | Rapport Video | Lakers de Los Angeles 88, Celtics de Boston 98                 | Lakers de Los Angeles 88, Celtics de Boston 98 | Lakers de Los Angeles 88, Celtics de Boston 98                        |  | TD Banknorth Garden, Boston Affluence : 18 624 Arbitres : No. 27 Dick Bavetta No. 48 Scott Foster No. 32 Eddie F. Rush | ABC TSN Cuatro Canal+ Canal 7 |
| 5 juin 2008 21:00 EDT | Rapport Video | Score par quart-temps : 21–23, 30–23, 22–31, 15–21             |                                                |                                                                       |  | TD Banknorth Garden, Boston Affluence : 18 624 Arbitres : No. 27 Dick Bavetta No. 48 Scott Foster No. 32 Eddie F. Rush | ABC TSN Cuatro Canal+ Canal 7 |
| 5 juin 2008 21:00 EDT | Rapport Video | Kobe Bryant 24 Pau Gasol 8 Bryant, Fisher 6 TOs: Kobe Bryant 4 | Points Rebonds Passes d.                       | Kevin Garnett 24 Kevin Garnett 13 Rajon Rondo 7 Contre: James Posey 2 |  | TD Banknorth Garden, Boston Affluence : 18 624 Arbitres : No. 27 Dick Bavetta No. 48 Scott Foster No. 32 Eddie F. Rush | ABC TSN Cuatro Canal+ Canal 7 |
| 5 juin 2008 21:00 EDT | Rapport Video | Boston mène la série 1 à 0                                     |                                                |                                                                       |  | TD Banknorth Garden, Boston Affluence : 18 624 Arbitres : No. 27 Dick Bavetta No. 48 Scott Foster No. 32 Eddie F. Rush | ABC TSN Cuatro Canal+ Canal 7 |

### Match 2
| 8 juin 2008 21:00 EDT | Rapport Video | Lakers de Los Angeles 102, Celtics de Boston 108                     | Lakers de Los Angeles 102, Celtics de Boston 108 | Lakers de Los Angeles 102, Celtics de Boston 108                      |  | TD Banknorth Garden, Boston Affluence : 18,624 Arbitres : No. 43 Dan Crawford No. 26 Bob Delaney No. 41 Ken Mauer | ABC TSN Cuatro Canal+ Canal 7 |
| 8 juin 2008 21:00 EDT | Rapport Video | Score par quart-temps : 22–20, 20–34, 19–29, 41–25                   |                                                  |                                                                       |  | TD Banknorth Garden, Boston Affluence : 18,624 Arbitres : No. 43 Dan Crawford No. 26 Bob Delaney No. 41 Ken Mauer | ABC TSN Cuatro Canal+ Canal 7 |
| 8 juin 2008 21:00 EDT | Rapport Video | Kobe Bryant 30 Radmanović, Gasol 10 Kobe Bryant 8 TOs: Kobe Bryant 4 | Points Rebonds Passes d.                         | Paul Pierce 28 Kevin Garnett 14 Rajon Rondo 16 3P-FG: Paul Pierce 4/4 |  | TD Banknorth Garden, Boston Affluence : 18,624 Arbitres : No. 43 Dan Crawford No. 26 Bob Delaney No. 41 Ken Mauer | ABC TSN Cuatro Canal+ Canal 7 |
| 8 juin 2008 21:00 EDT | Rapport Video | Boston mène la série 2 à 0                                           |                                                  |                                                                       |  | TD Banknorth Garden, Boston Affluence : 18,624 Arbitres : No. 43 Dan Crawford No. 26 Bob Delaney No. 41 Ken Mauer | ABC TSN Cuatro Canal+ Canal 7 |

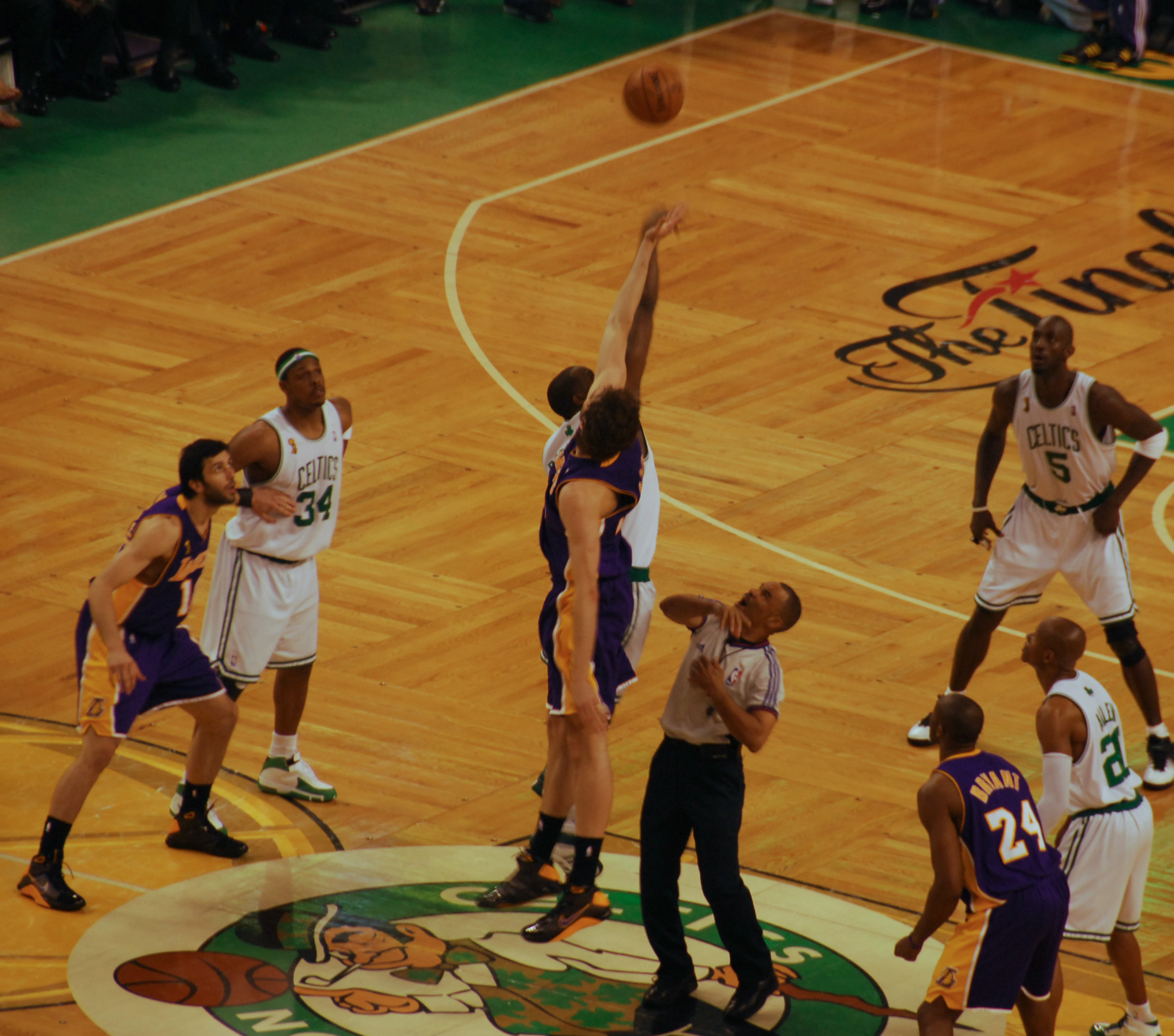
Ouverture du match 2

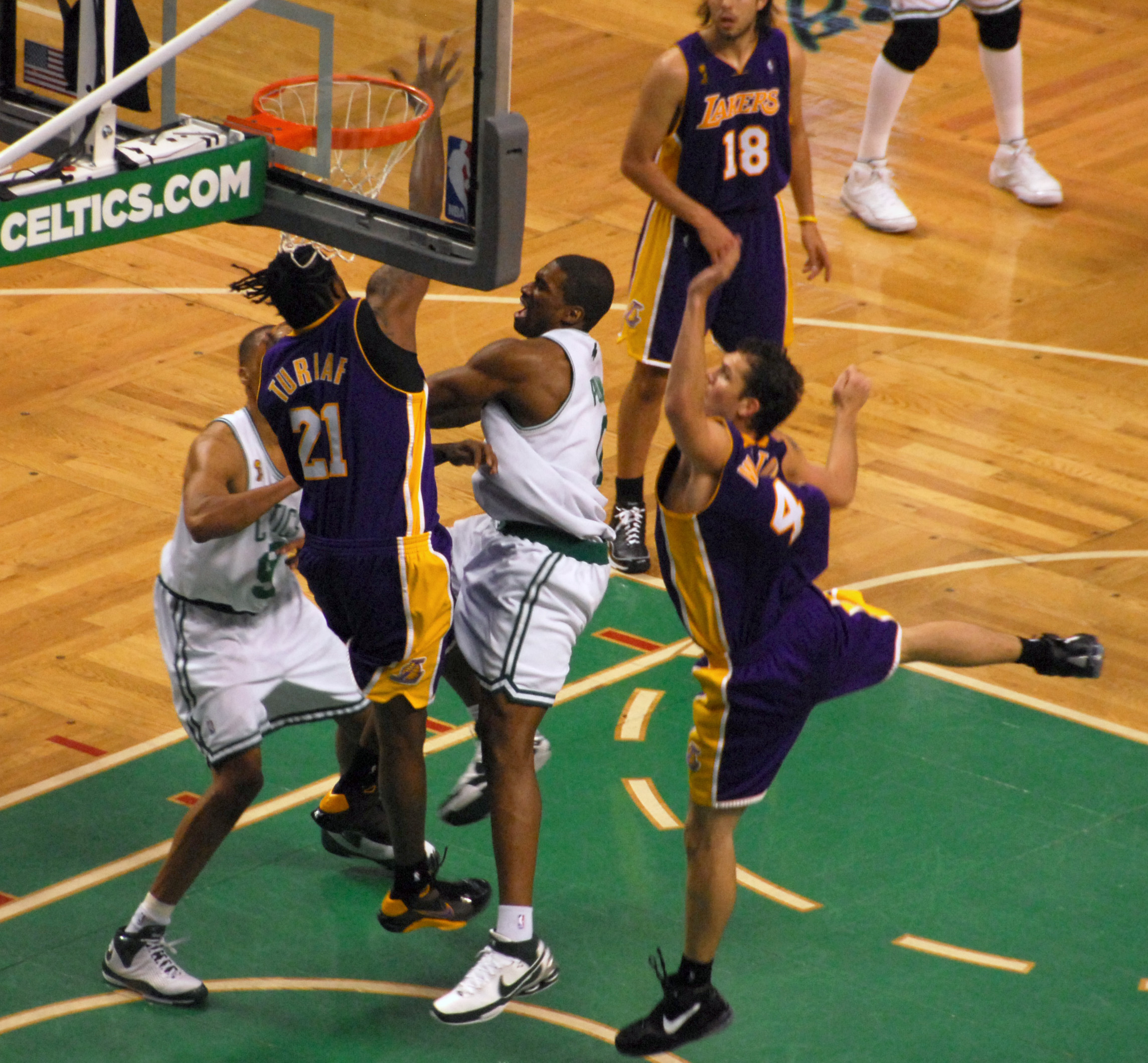
Leon Powe (au centre) auteur d'une grande performance dans le match 2

Les Lakers débutent par 15-8 au premier quart-temps, mais les Celtics répondent par un 10-0 au début du deuxième quart-temps et terminent la première période avec une avance de 54-42.
Les Celtics montent leur avance de 24 points avec moins de huit minutes à jouer mais au quatrième quart-temps les Lakers réduisent l'écart à deux points avec 38,4 secondes à jouer grâce à un 31-9. Paul Pierce et James Posey terminent la partie avec deux lancers francs chacun. Bryant termine le match avec 30 points et 8 passes.
Leon Powe, un joueur du banc de deuxième année, a marqué 21 points avec des tirs à 6 sur 7 sur le terrain et 9 sur 13 de la ligne en 15 minutes de jeu. Au cours du jeu, Leon Powe marqué 13 lancers francs alors que les Lakers n'en ont eu que 10.
Malgré les blessures subies par Pierce (entorse du genou) et Kendrick Perkins (entorse à la cheville), les deux joueurs ont commencé dans le match 2 et ne semblent pas être gêné par les blessures, en particulier Pierce qui a terminé avec 28 points.

### Match 3
| 10 juin 2008 18:00 EDT | Rapport Video | Celtics de Boston 81, Los Angeles Lakers 87                        | Celtics de Boston 81, Los Angeles Lakers 87 | Celtics de Boston 81, Los Angeles Lakers 87                         |  | Staples Center, Los Angeles Affluence : 18 897 Arbitres : No. 17 Joe Crawford No. 26 Bob Delaney No. 18 Mark Wunderlich | ABC TSN Cuatro Canal+ Canal 7 |
| 10 juin 2008 18:00 EDT | Rapport Video | Score par quart-temps : 20–20, 17–23, 25–17, 19–27                 |                                             |                                                                     |  | Staples Center, Los Angeles Affluence : 18 897 Arbitres : No. 17 Joe Crawford No. 26 Bob Delaney No. 18 Mark Wunderlich | ABC TSN Cuatro Canal+ Canal 7 |
| 10 juin 2008 18:00 EDT | Rapport Video | Ray Allen 25 Kevin Garnett 12 Kevin Garnett 5 FG: Paul Pierce 2/14 | Points Rebonds Passes d.                    | Kobe Bryant 36 Pau Gasol 12 Jordan Farmar 5 3P-FG: Saša Vujačić 3/5 |  | Staples Center, Los Angeles Affluence : 18 897 Arbitres : No. 17 Joe Crawford No. 26 Bob Delaney No. 18 Mark Wunderlich | ABC TSN Cuatro Canal+ Canal 7 |
| 10 juin 2008 18:00 EDT | Rapport Video | Boston mène la série 2 à 1                                         |                                             |                                                                     |  | Staples Center, Los Angeles Affluence : 18 897 Arbitres : No. 17 Joe Crawford No. 26 Bob Delaney No. 18 Mark Wunderlich | ABC TSN Cuatro Canal+ Canal 7 |

Les Lakers remportent le match 3 grâce au MVP de la saison régulière Kobe Bryant, qui a marqué 36 points, ce qui donne à Los Angeles sa première victoire de la série et poursuit leur série d'invincibilité à domicile lors des Playoffs 2008. Saša Vujacic a marqué 20 points en 28 minutes, Paul Pierce s'est montré peu adroit en ne marquant que deux de ses 14 tentatives. Kevin Garnett est à seulement 12 points. Ray Allen a été le seul membre du Big Three de Boston qui a marqué plus de 13 points, avec 25 points inscrits.

### Match 4
| 12 juin 2008 18:00 EDT | Rapport Video | Celtics de Boston 97, Lakers de Los Angeles 91                 | Celtics de Boston 97, Lakers de Los Angeles 91 | Celtics de Boston 97, Lakers de Los Angeles 91                   |  | Staples Center, Los Angeles Affluence : 18 897 Arbitres : No. 14 Joe DeRosa No. 29 Steve Javie No. 49 Tom Washington | ABC TSN Cuatro Canal+ Canal 7 |
| 12 juin 2008 18:00 EDT | Rapport Video | Score par quart-temps : 14–35, 26–23, 31–15, 26–18             |                                                |                                                                  |  | Staples Center, Los Angeles Affluence : 18 897 Arbitres : No. 14 Joe DeRosa No. 29 Steve Javie No. 49 Tom Washington | ABC TSN Cuatro Canal+ Canal 7 |
| 12 juin 2008 18:00 EDT | Rapport Video | Paul Pierce 25 Paul Pierce 7 Kevin Garnett 5 Stls: Ray Allen 3 | Points Rebonds Passes d.                       | Lamar Odom 19 Gasol, Odom 10 Kobe Bryant 10 FG: Kobe Bryant 6/19 |  | Staples Center, Los Angeles Affluence : 18 897 Arbitres : No. 14 Joe DeRosa No. 29 Steve Javie No. 49 Tom Washington | ABC TSN Cuatro Canal+ Canal 7 |
| 12 juin 2008 18:00 EDT | Rapport Video | Boston mène la série 3 à 1                                     |                                                |                                                                  |  | Staples Center, Los Angeles Affluence : 18 897 Arbitres : No. 14 Joe DeRosa No. 29 Steve Javie No. 49 Tom Washington | ABC TSN Cuatro Canal+ Canal 7 |

Les Lakers possèdent une avance de 35-14 après le premier quart-temps, ce qui est le plus grand écart de l'histoire des finales pour un premier quart-temps. Les Lakers ont tenu jusqu'à la fin du troisième quart-temps après une série des Celtics de 21-3 qui ramène leur déficit à seulement deux points (73-71). Avec 4:07 restant dans le quatrième quart-temps, les Celtics ont pris pour la première fois la tête avec son réserviste Eddie House. La victoire des Celtics dans le match 4 est le plus grand come-back dans une finale de la NBA depuis 1971.
Kobe Bryant a eu 17 points avec 6 sur 19 au tir et 10 passes décisives. Le banc des Celtics a dominé le banc des Lakers 35-15, 29 de ces points provenant d'Eddie House et James Posey. Kevin Garnett a terminé avec 16 points et 11 rebonds à l'appui de Allen (19) et Pierce (20).

### Match 5
| 15 juin 2008 18:00 EDT | Rapport Video | Celtics de Boston 98, Lakers de Los Angeles 103                 | Celtics de Boston 98, Lakers de Los Angeles 103 | Celtics de Boston 98, Lakers de Los Angeles 103              |  | Staples Center, Los Angeles Affluence : 18 897 Arbitres : No. 27 Dick Bavetta No. 48 Scott Foster No. 41 Ken Mauer | ABC TSN Cuatro Canal+ Canal 7 |
| 15 juin 2008 18:00 EDT | Rapport Video | Score par quart-temps : 22–39, 30–16, 18–24, 28–24              |                                                 |                                                              |  | Staples Center, Los Angeles Affluence : 18 897 Arbitres : No. 27 Dick Bavetta No. 48 Scott Foster No. 41 Ken Mauer | ABC TSN Cuatro Canal+ Canal 7 |
| 15 juin 2008 18:00 EDT | Rapport Video | Paul Pierce 38 Kevin Garnett 14 Paul Pierce 8 3 PTs Ray Allen 3 | Points Rebonds Passes d.                        | Kobe Bryant 25 Pau Gasol 13 Kobe Bryant 6 Blks: Lamar Odom 4 |  | Staples Center, Los Angeles Affluence : 18 897 Arbitres : No. 27 Dick Bavetta No. 48 Scott Foster No. 41 Ken Mauer | ABC TSN Cuatro Canal+ Canal 7 |
| 15 juin 2008 18:00 EDT | Rapport Video | Boston mène la série 3 à 2                                      |                                                 |                                                              |  | Staples Center, Los Angeles Affluence : 18 897 Arbitres : No. 27 Dick Bavetta No. 48 Scott Foster No. 41 Ken Mauer | ABC TSN Cuatro Canal+ Canal 7 |

### Match 6
| 17 juin 2008 21:00 EDT | Rapport Video | Lakers de Los Angeles 92, Celtics de Boston 131                | Lakers de Los Angeles 92, Celtics de Boston 131 | Lakers de Los Angeles 92, Celtics de Boston 131                  |  | TD Banknorth Garden, Boston Affluence : 18 624 Arbitres : No. 17 Joe Crawford No. 32 Eddie F. Rush No. 15 Bennett Salvatore | ABC TSN Cuatro Canal+ Canal 7 |
| 17 juin 2008 21:00 EDT | Rapport Video | Score par quart-temps : 20–24, 15–34, 25–31, 32–42             |                                                 |                                                                  |  | TD Banknorth Garden, Boston Affluence : 18 624 Arbitres : No. 17 Joe Crawford No. 32 Eddie F. Rush No. 15 Bennett Salvatore | ABC TSN Cuatro Canal+ Canal 7 |
| 17 juin 2008 21:00 EDT | Rapport Video | Kobe Bryant 22 Lamar Odom 10 Lamar Odom 5 FG: Kobe Bryant 7/22 | Points Rebonds Passes d.                        | Allen, Garnett 26 Kevin Garnett 14 Pierce 10 Stls: Rajon Rondo 6 |  | TD Banknorth Garden, Boston Affluence : 18 624 Arbitres : No. 17 Joe Crawford No. 32 Eddie F. Rush No. 15 Bennett Salvatore | ABC TSN Cuatro Canal+ Canal 7 |
| 17 juin 2008 21:00 EDT | Rapport Video | Boston gagne la série 4 à 2                                    |                                                 |                                                                  |  | TD Banknorth Garden, Boston Affluence : 18 624 Arbitres : No. 17 Joe Crawford No. 32 Eddie F. Rush No. 15 Bennett Salvatore | ABC TSN Cuatro Canal+ Canal 7 |

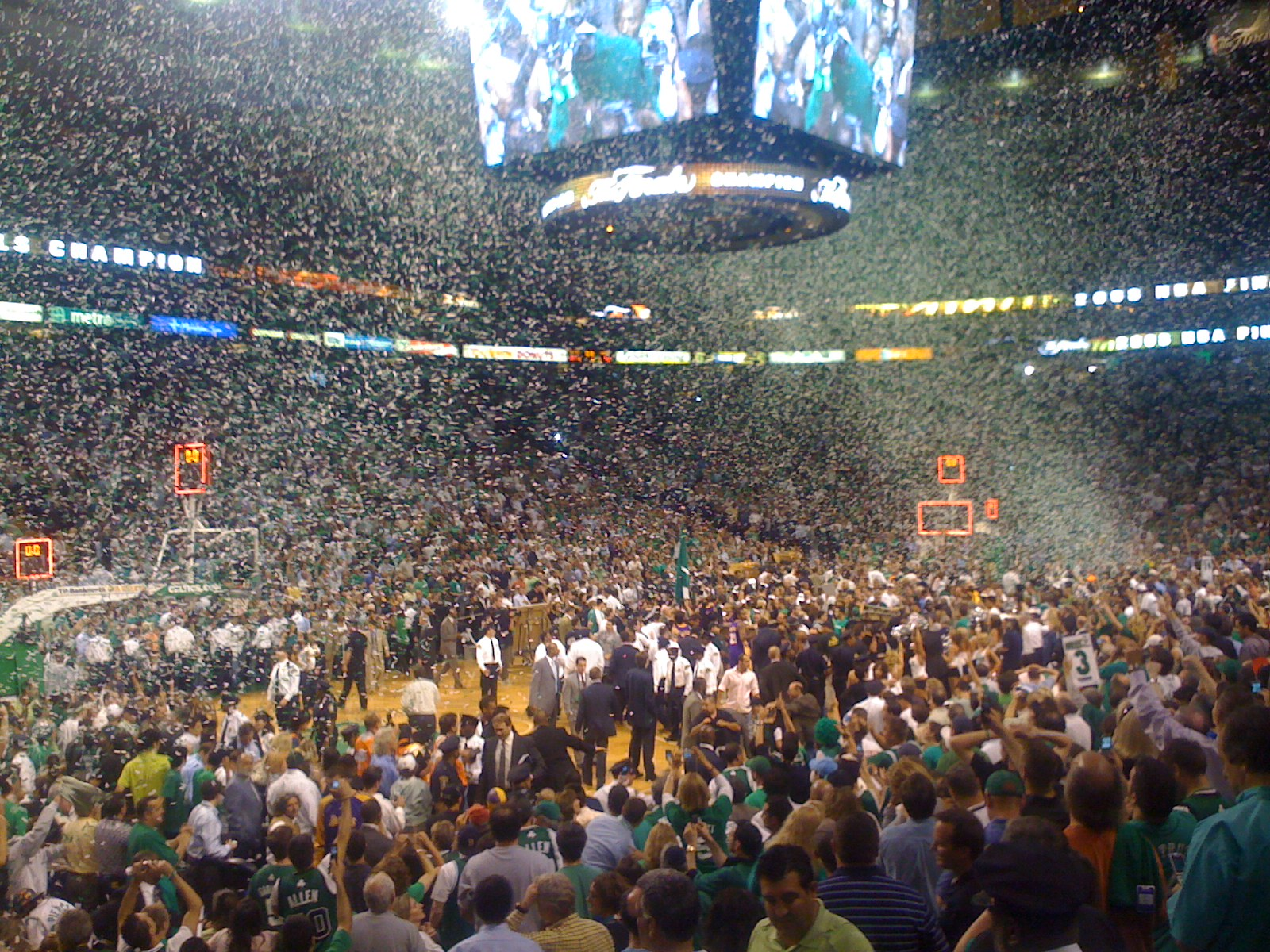
Boston Celtics Joie des fans, joueurs, entraîneurs et staff célebrant le de la franchise le 17 juin

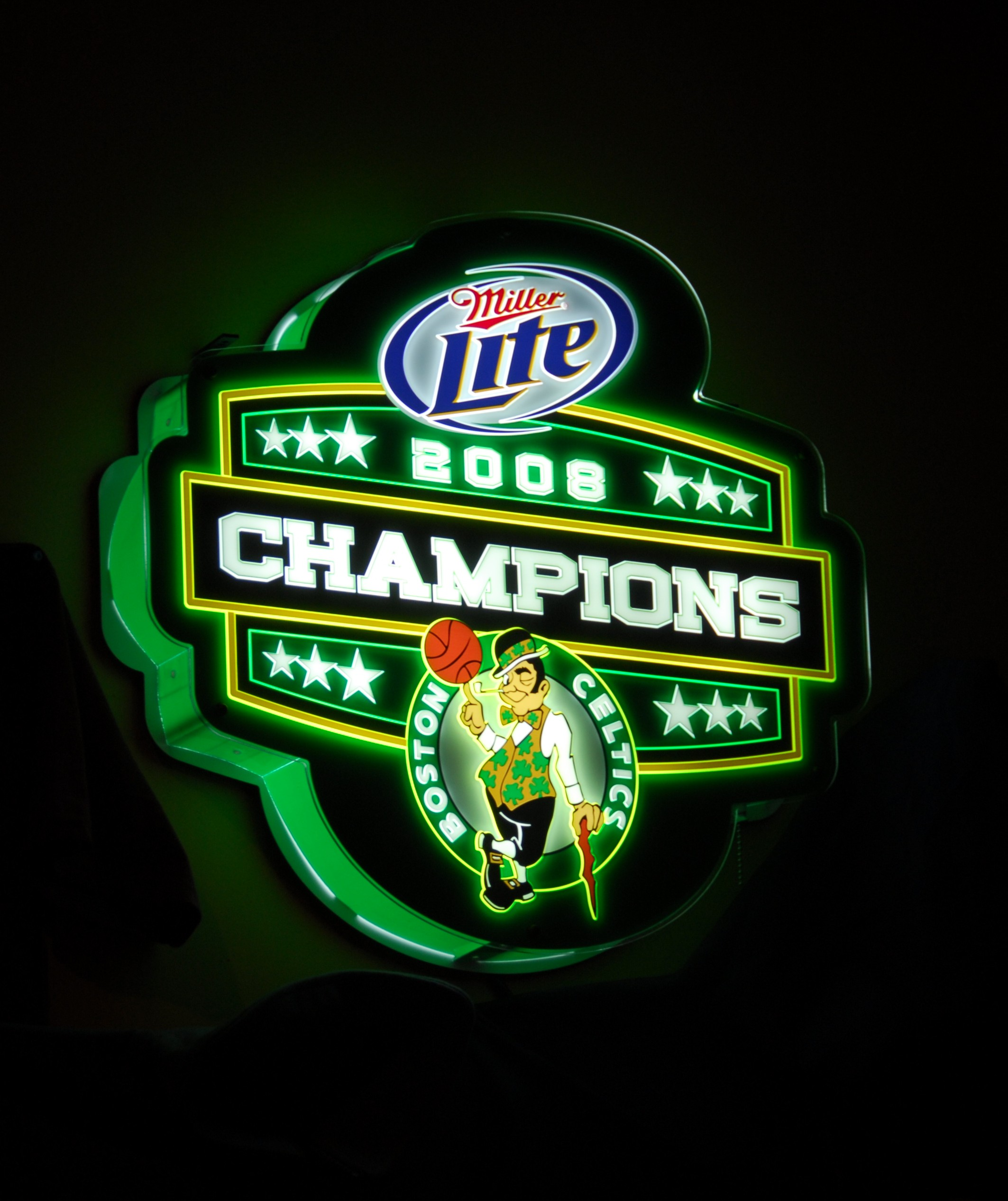